# 謝氏潘鰍
謝氏潘鰍為輻鰭魚綱鯉形目鰍科的其中一種，為熱帶淡水魚，分布於亞洲馬來半島、新加坡、蘇門答臘、婆羅洲沙勞越、卡普阿斯河與馬哈甘河淡水流域，體長可達8公分，棲息在河色水質、腐葉沉積的底層水域，生活習性不明，可做為觀賞魚。

## 扩展阅读
維基物種上的相關：謝氏潘鰍